# زمین‌لرزه ۲۰۲۱ بلوچستان
زمین‌لرزه ۲۰۲۱ بلوچستان در ۷ اکتبر صبح زود ساعت ۰۳:۳۱ به وقت محلی در نزدیکی شهر هرنائی، بلوچستان، پاکستان رخ داد. این زمین‌لرزه ۵٫۹ مقیاس بزرگای گشتاوری بود که دست کم ۲۳ کشته و ۳۰۰ زخمی برجای گذاشت. این زمین‌لرزه درست یک روز قبل از سالگرد زمین‌لرزه ۲۰۰۵ کشمیر به وقوع پیوست.

## زمین‌لرزه
طبق گزارش سازمان زمین‌شناسی آمریکا، این زمین‌لرزه در حین پارگی گسل راندگی که بخشی از کمربند چین خورده در زیر رشته‌کوه سلیمان و محدوده براهویی مرکزی است، رخ داده‌است. پس از آن زمین‌لرزه‌ای به بزرگی ۴٫۶ ریشتر رخ داد. این بزرگترین زمین‌لرزه در پاکستان از زمین‌لرزه ۱۳۹۲ بلوچستان بود. این زلزله از برآورد اولیه ۵٫۷ در عمق ۲۰٫۸ کیلومتری به ۵٫۹ در ۹٫۰ کیلومتر تجدید نظر شد. مرکز تحقیقات زمین‌شناسی GFZ آلمان شدت زمین‌لرزه را در Mw ۵٫۸ و در عمق ۱۰ کیلومتری با سازوکار کانونی که خطای رانش را نشان می‌دهد.